# Faran från skyn
Faran från skyn (engelska: The Blob) är en amerikansk science fiction-skräckfilm från 1958, regisserad av Irvin Yeaworth. Filmen är mest känd för att ha gett Steve McQueen hans första huvudroll och har med tiden blivit en kultklassiker inom genren.

## Handling
Filmen utspelar sig i den lilla staden Phoenixville, Pennsylvania. Tonåringarna Steve Andrews (Steve McQueen) och Jane Martin (Aneta Corsaut) upptäcker en mystisk meteorit som kraschar nära staden. Ur meteoriten kommer en amorfa, geléliknande utomjordisk varelse som börjar sluka allt levande i sin väg. Varelsen växer exponentiellt för varje offer den konsumerar.
Steve och Jane försöker varna stadens invånare och polisen, men deras berättelser avfärdas initialt som ungdomliga fantasier. Polischefen (Earl Rowe) och doktor Hallen (Stephen Chase) är skeptiska tills varelsen blir så stor och aggressiv att den attackerar offentliga platser, inklusive stadens biograf. Panik utbryter när "the blob" blir ostoppbar. Filmen följer ungdomarnas desperata kamp för att hitta ett sätt att stoppa varelsen innan den slukar hela staden.

## Om filmen
The Blob producerades med en relativt låg budget på cirka 110 000 dollar. Trots detta blev den en framgång på biograferna och spelade in över 4 miljoner dollar. Filmen använde sig av tidstypiska specialeffekter, där varelsen oftast representerades av silikonbaserad gelé och miniatyrmodeller för att ge intrycket av dess tillväxt. Regissören Irvin Yeaworth var primärt känd för att ha regisserat kristna filmer och "Faran från skyn" var en av hans få sekulära produktioner.

### Steve McQueens genombrott
Filmen är särskilt anmärkningsvärd som den första stora rollen för Steve McQueen. Han var 27 år gammal vid inspelningstillfället men övertygade i rollen som tonåringen Steve Andrews. Hans medverkan hjälpte till att ge filmen en högre profil och lade grunden för hans framtida karriär som en av Hollywoods största stjärnor. Rykten säger att McQueen fick 3 000 dollar för sin roll.

## Tema och tolkningar
Som många science fiction-filmer från 1950-talet kan Faran från skyn tolkas som en allegori över kalla krigets rädsla för kommunismens utbredning. Den amorfa och ostoppbara varelsen representerar en okänd och obegriplig fiende som hotar att konsumera det amerikanska samhället inifrån. Filmens budskap kan också ses som en kritik mot vuxnas ovilja att lyssna på ungdomar och ignorera hot som de inte förstår.

## Mottagande och eftermäle
Vid sin premiär fick filmen blandade recensioner, men den har med åren uppnått kultstatus. Dess enkla men effektiva koncept, i kombination med Steve McQueens närvaro, har gjort den till en klassiker inom skräck- och science fiction-genren. Filmen har inspirerat otaliga verk och referenser i populärkulturen.

### Uppföljare och nyinspelningar
- En inofficiell uppföljare, Beware! The Blob (även känd som Son of Blob), regisserad av Larry Hagman, släpptes 1972.
- En mer våldsam och grafisk nyinspelning, även den med titeln The Blob, regisserades av Chuck Russell 1988. Denna version blev väl mottagen för sina specialeffekter och sin mörkare ton.